# Baka (Sprache)
Das Baka (auch genannt Be-bayaga, Be-bayaka und Bibaya de L’est) ist eine der drei eng verwandten ubangischen Sprachen, die von den Baka-Pygmäen Kameruns und Gabuns gesprochen werden.
Die Völker sind ethnisch nahe mit den Aka-Pygmäen verwandt, die zwei werden zusammen Mbenga (Bambemga) genannt, aber die Sprachen sind nicht verwandt, abgesehen vom Vokabular, das von der Forstwirtschaft handelt – was darauf schließen lässt, dass die Aka zum Bantu von einer Sprache wie Baka wechselten.
Etwa 30 % des Baka-Wortschatzes ist nicht ubangisch. Das meiste davon betrifft eine spezialisierte Forstwirtschaft, so Wörter wie genießbare Pflanzen, medizinische Pflanzen und Honigsammeln, was als Überbleibsel einer antiken anderweitig verschwundenen Pygmäensprache postuliert wurde. Allerdings gibt es, abgesehen von einigen auch von den Aka verwendeten Wörtern, keinen Beweis für eine weitere sprachliche Beziehungen mit jeglichen anderen Pygmäenvölkern.

## Filme
- Sprachen, die ums Überleben kämpfen (1/6), Arte, Frankreich, 2013